# كيسانية مذنبة
الكيسانية المُذنَّبة (بالإنجليزية: cysticercoid)‏ أو (بالإنجليزية: metacestode)‏، هي طور "اليرقة" لبعض الديدان الشريطية المعينة، المماثلة المظهر للكيسَةُ المُذَنَّبَة (يرقة الدودة الشريطية) (بالإنجليزية: Cysticercus)‏، ولكن مع وجود ديدان شريطية تملء الكيس الحاوي تماماً.
في عدوى الديدان الشريطية، يمكن أن يُرى الكيساني المذنب في صورته الحرة، أو أن يكون محاطاً بداخل الخراجات في الأنسجة الحيوية مثل الغشاء المخاطي للأمعاء.